# Masoud Shojaei
Masoud Shojaei (persa: مسعودشجاعی, nascido em 9 de junho 1984, no Xiraz, no Irã) é um ex-futebolista profissional iraniano, que treinou pela última vez o Mes Rafsanjan.

## Carreira
Nascido em Shiraz, iniciou sua carreira no Sanat Naft e jogou por três temporadas no Saipa F.C. aos 19 anos. Após a Copa do Mundo de 2006, transferiu-se para o Al-Sharjah, nos Emirados Árabes Unidos. Em 2008, assinou com o Osasuna da Espanha, onde permaneceu por cinco temporadas, apesar de uma grave lesão em 2011-2012. Depois, jogou pelo Las Palmas antes de se mudar para o Catar, defendendo o Al-Shahaniya e o Al-Gharafa. Em 2016, foi para a Grécia, atuando por Panionios e AEK Atenas, onde conquistou o campeonato nacional. Em 2018, ingressou no Tractor Sazi — onde chegou a ser treinador interino em dezembro de 2020 — em 2021, no Nassaji Mazandaran, onde foi capitão e venceu a Copa Hazfi em 2022, e no Havadar, seu último clube, onde atuou de janeiro a junho de 2023.
Shojaei anunciou sua aposentadoria em janeiro de 2024.
Após sua aposentadoria, treinou o Havadar, de dezembro de 2023 até julho de 2024, e o Mes Rafsanjan, de novembro de 2024 até janeiro de 2025.

## Seleção
Shojaei teve uma longa carreira na seleção iraniana, participando de três Copas do Mundo (2006, 2014, 2018) e de quatro Copas da Ásia.

## Títulos
AEK Atenas
- Superliga Grega: 2017–18